# الشوقيات
الشَّوْقيّات هو ديوان شعريّ للشاعر المصري أحمد شوقي (1868 - 1932). بدأ شوقي بنشر أعماله الشعرية الكاملة في أربعة أجزاء سنة 1926، بمقدمة محمد حسين هيكل. ديوان الشوقيات في صورته المكتملة تضمّن خير ما نظمه من قصائد في مختلف مراحل حياته الأدبية (1898 - 1927)، وتميّز بتنوّع الموضوعات، وتعدّد التّيّارات والمواقف التي يمثّلها. والشوقيّات تمثل مرحلة مهمّة من حياة الشعر العربي في عصر النهضة العربية قبل أن تطغى عليه المذاهب الفنيّة والفلسفية الحديثة، أو النّابغة من ثقافة مكثّفة جديدة.  وشوقي يعد رأس المدرسة الإحيائية في الشعر العربي في العصر الحديث، وهو الاتجاه الذي أسسه محمود سامي البارودي قبله. 

## خلفية
نشر أحمد شوقي أول كتاب باسم «الشوقيات» عام 1898، إلا أن دواوينه ظهرت بعد ذلك بوقت طويل. في أول محاولته، أصدر الطبعة الأولى من ديوانه سنة 1898 وكتب مقدمتها وذكر فيها أن الذي اقترح عليه بتسميتها «الشوقيات» هو شكيب أرسلان عندما التقاه في باريس أيام شبابه.

## نشره
ديوان الشوقيات في صورته المكتملة تتكون من أربعة أجزاء، وقد طبع عدة مرات تتفاوت بتاريخ ظهور كل جزء. قد طبع الجزء الأول منه سنة 1900 مع مقدمة بقلم الشاعر نفسه، وأعيد طبعه مع المقدمة سنة 1911، ثم حذفت المقدمة وأخذت مكانها مقدمة بقلم محمد حسين هيكل وطبع مجددًا سنة 1926.  فنشرت مجلة «المصور» المصرية، في عددها الصادر يوم 23 أبريل (نيسان) 1926 / 11 شوال 1344، الجزء الأول من الشوقيات الكاملة، 
| الشوقيات | وهذا الجزء الأول من ديوان شوقي فيه طائفة من شعره أُوحي إليه بها على أنه ممثِّل المصريين والعرب والمسلمين، وأُولى قصائده التي مطلعها: همَّت الفُلك واحتواها الماءُوحَداها بمَن تُقِلُّ الرجاءُ هي رواية من الروايات الخالدة لتاريخ مصر منذ الفراعنة إلى عهد أبناء محمد علي، وقف فيها الشاعر وقفةَ مصري صادق العاطفة تفيض عليه ربَّة الشعر تاريخ بلاده منذ عرَفها التاريخ؛ أي منذ عرف الناس شيئًا اسمه التاريخ. وأنت تراه في عرضه هذا التاريخ ممتلئ النفس فخرًا بمجد مصر حين يرتفع بها المجد إلى عليا ذُراه، آسفًا حزينًا حين تمرُّ بمصر فترات ظلم وذلة، مستفزًّا للهمم حافزًا لعزائم أهل جيله والأجيال التي بعده كي يُعِيدوا مجد الماضي وعظمته. | الشوقيات |

ثم صدر الجزء الثاني من الشوقيات سنة 1930، وصدر الجزء الثالث سنة 1936، أي بعد وفاة الشاعر، وهو مختص بقصائد الرثاء. ثم صدر الجزء الرابع سنة 1943 باهتمام محمد سعيد العريان، من بعض القصائد التي لم تضمها الأجزاء السابقة، وقصص الأطفال المنظومة، وقد بلغت 65 قصة، وهذا التكوين هو الذي تجري إعادة طبعه عمومًا. ثم جمع محمد صبري السوربوني «الشوقيات المجهولة» في جزأين سنة 1961، قرابة 5000 بيت. 
في 1980 نشر أحمد محمد الحوفي ديوان شوقي في تبويب مختلف، وتوثيق، في جزأين، وقسّم الديوان إلى هذه الموضوعات التي يتميز كل منها بطابعه الخاص، وهي: الوصف، والتاريخ، والسياسة، والتحية، والتكريم، والنبويّات، والاجتماع، والغزل، والهجاء، والدعابة، والرثاء، ومتنوعات، وحديقة الأطفال التي تشمل شعره في أبنائه، والأغنطات والأناشيد، والحكايات. وقد اعتمد في هذا التقسيم على الطابع العام للقصيدة.في 2012 صدرت عن مؤسسة هنداوي للتعليم والثقافة النسخة المجانية من ديوان شوقي بشكل قانوني، متاحة إلكترونيًا، حيث إن نص الكتاب يقع في نطاق الملكية العامة تبعًا لقوانين الملكية الفكرية. 

## البنية والموضوعات

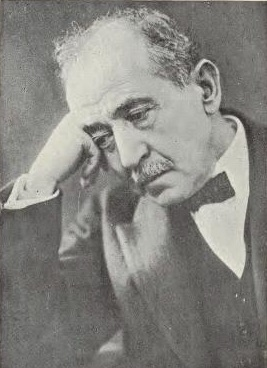
أحمد شوقي

برأي جبور عبد النور، أنَّ مفهوم الشاعر لِفنّه قد تطوّر تطوّرًا عميقًا خلال مراحل إبداعه. فانطلق من مبادئ عامّة ظنَّها حاسمة وثابتة، ووصل في النَّهاية إلى اعتماد ما يغايرها، أو يضادّها تمامًا. فقال: «إن الشاعر بدأ متأثرًا بسامي باشا البارودي، وصياغته، ونهجه في النظم. النَّظم. فحاول بلوغ مرتبة رفيعة في تقليد القِمم الشِّعرية القديمة لاعتقاده آنذاك بأنّ هولاء قد وصلوا إلى أسمى المراتب إبداعًا، فتقيّد بنماذج من أبي نواس، والبحتري، وأبي تمام، والمتنبي، وأبي فراس، وسواهم، وجاراهم أحيانًا في معانيهم، وبحورهم، وقوافيهم.» ثم تحول من مقلّد إلى مبتكر، وخلق نماذج مكتملة شكلًا ومضمونًا. «وبيِّنٌ أيضًا أنّ ثمَّة فاصلًا واضحًا بين مال قاله قبل عام 1919 والقصائد التي تلتها. فالأولى مرآة تنعكس فيها نفسيّة إنسان مدَجِّن، كلُّ طموحه مركِّز في الحصول على رضى مولاه، وفي المحافظة على نِعَمه... والثانية هي تحرّر من حياة البلاط، وانغماس في هموم الشَّعب، وزعمائه، فما تشتغل ثورة إلا ويزيد في شعره في تأجُّجها، وما يسقط شهيد إلّا ويتّخذ من مصرعه وسيلة لستعير نار الجهاد.» 
ما كان موضوعاته في الشوقيات مقتصرًا على سياسة الشّعوب العامّة، وإنما سعى للخوض في موضوعات إصلاحية داخلية مصرية، فندّد بالإحزاب، ودعا إلى إنشاء المشاريع الاقتصادية والاجتماعية والثقافية، ونشر التعليم بين جميع الطبقات، وتحسين حالة العمّال والفلاحين. فنظم الأناشيد الحماسية لترسيخ هذه المطالب. 